# 阿德里安·卡马克
阿德里安·卡马克（Adrian Carmack，1969年5月5日—），是id Software最初的四个创始人之一，并且自从公司成立以来就一直作为美工在那里工作。他和id的首席程序员，约翰·卡马克没有亲戚关系。
他是毁灭战士、雷神之锤系列的美工。游戏中看到的图像和材质大多出自他之手。
阿德里安在2005年从id引退。他觉得他已经在自己的领域已经完成了任务，他想要专心把自己的热情投身到艺术领域。